# Églises afro-américaines
 (janvier 2024).
Si vous disposez d'ouvrages ou d'articles de référence ou si vous connaissez des sites web de qualité traitant du thème abordé ici, merci de compléter l'article en donnant les références utiles à sa vérifiabilité et en les liant à la section « Notes et références ».

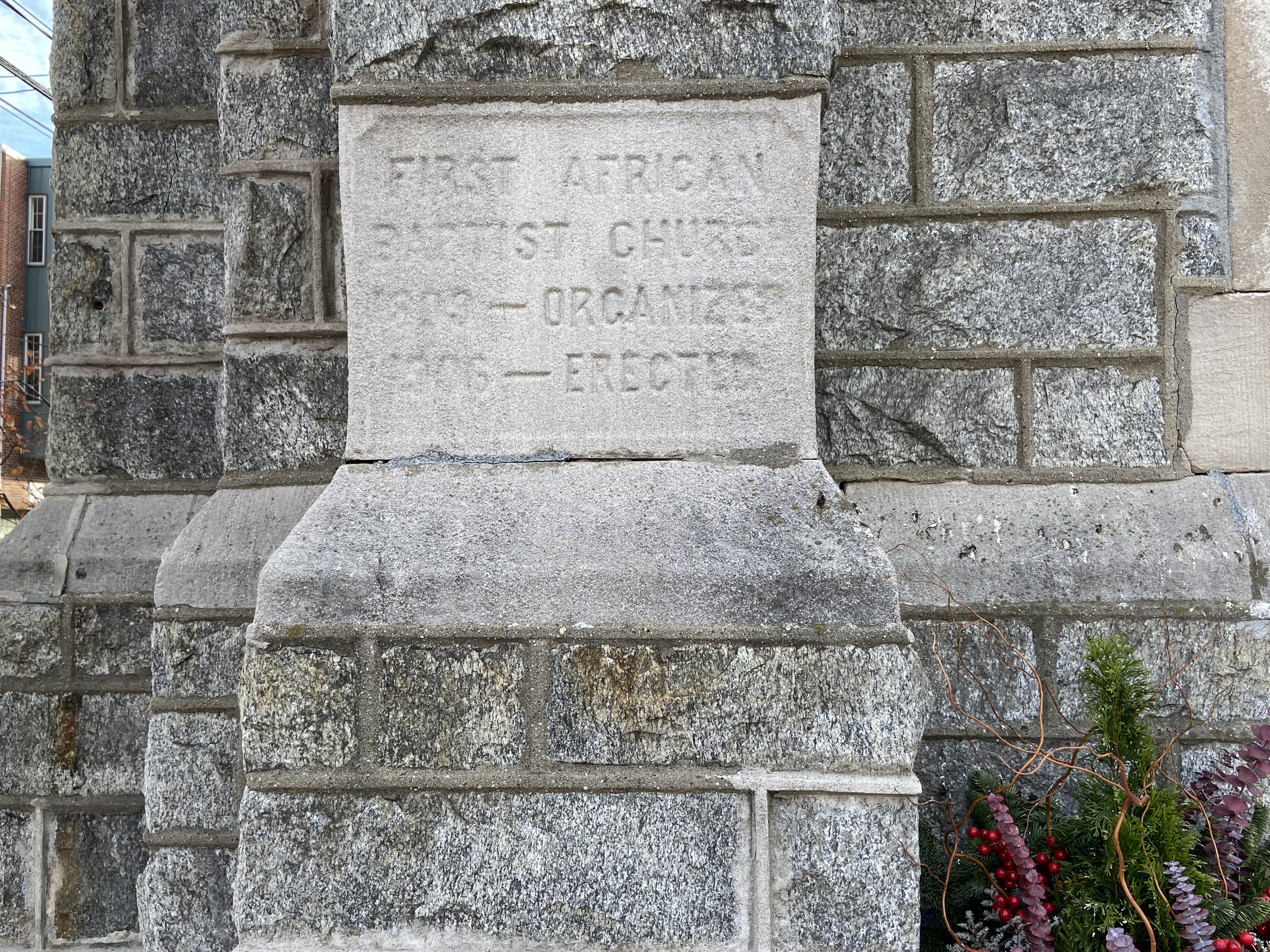
Pierre angulaire de la première église baptiste africaine aux États-Unis

Le terme Église noire, ou Églises afro-américaines, se réfère aux Églises protestantes principalement issues du méthodisme qui, actuellement, ou dans le passé, servent des congrégations majoritairement afro-américaines aux États-Unis.
Avant 1800, la plupart des congrégations, et églises afro-américaines, sont fondées par des noirs libres — par exemple, à Philadelphie, à Pétersbourg et à Savannah,.
Les deux principales églises sont l'Église épiscopale méthodiste africaine (AME), fondée par Richard Allen, et l'Église épiscopale méthodiste africaine de Sion (AMEZ),  fondée par  Peter Williams, Christopher Rush, James Varick,. 
Après l'abolition de l'esclavage, les pratiques ségrégationnistes, tant dans le Nord que dans le Sud, découragent, voire empêchent, les Afro-Américains de pratiquer leur foi dans les mêmes églises que les blancs. 
Les populations noires créent alors leurs propres congrégations, et leurs propres églises, distinctes, de celles des Blancs. Ces nouvelles églises participent à l'émergence de pratiques de culte, culturellement distinctes de celles des autres Églises, notamment par la créolisation de traditions spirituelles venues d'Afrique.
Les Églises sont dès lors au cœur de la vie des communautés noires, servant de lieux d'éducation pour les enfants dans les premières années après la guerre de Sécession, et, en fournissant des services sociaux aux plus démunis. En conséquence, les Églises noires participent au renforcement des organismes communautaires, et, servent de vivier de dirigeants spirituels, et politiques, notamment pendant le mouvement des droits civiques.

## Pour en savoir plus

#### Notices dans des encyclopédies et manuels de références
- (en-US) Paul Finkelman (dir.), Encyclopedia of African American History, 1896 to the Present : From the Age of Segregation to the Twenty-first Century, vol. 1 : A-C, New York, Oxford University Press, USA, 2009, 568 p. (ISBN 9780195167795, lire en ligne), p. 192-199,
- (en-US) Patrick L. Mason (dir.), Encyclopedia of Race and Racism, vol. 1 : A-C, Detroit, Michigan, MacMillan Reference Library, 2013, 495 p. (ISBN 9780028661759, lire en ligne), p. 388-396,

#### Essais
- (en-US) Albert B. Cleage Jr., Black Christian Nationalism : New Directions for the Black Church, New York, W. Morrow (réimpr. 1987) (1re éd. 1972), 356 p. (ISBN 9780688060190, lire en ligne),
- (en-US) Dwight Perry, Breaking Down Barriers : A Black Evangelical Explains the Black Church, Grand Rapids, Michigan, Baker Books (réimpr. 2013) (1re éd. 1998), 180 p. (ISBN 9780801057090, lire en ligne),
- (en-US) Brian K. Blount, Go Preach! : Mark's Kingdom Message and the Black Church Today, Maryknoll, état de New York, Orbis Books, 1998, 308 p. (ISBN 9781570751714, lire en ligne),
- (en-US) Janet Duitsman Cornelius, Slave Missions and the Black Church in the Antebellum South, Columbia, Caroline du Sud, University of South Carolina Press, 1999, 328 p. (ISBN 9781570032479, lire en ligne),
- (en-US) Norma Jean Lutz, The History of the Black Church, Philadelphie, Pennsylvanie, Chelsea House Publishers, 2001, 120 p. (ISBN 9780791058220, lire en ligne),
- (en-US) Rev. Earl Trent Jr., A Challenge to the Black Church, Chicago, Illinois, African American Images, 2004, 164 p. (ISBN 9780974900018, lire en ligne),
- (en-US) Henry H. Mitchell, Black Church Beginnings : The Long-Hidden Realities of the First Years, Grand Rapids, Michigan, W.B. Eerdmans Pub., 2004, 220 p. (ISBN 9780802827852, lire en ligne),
- (en-US) Barbara A. Holmes, Joy Unspeakable : Contemplative Practices of the Black Church, Minneapolis, Minnesota, Fortress Press (réimpr. 2017) (1re éd. 2004), 262 p. (ISBN 9781506421629, lire en ligne),
- (en-US) Michael Battle, The Black Church in America, Malden, Massachusetts, Blackwell Publisher, 2006, 252 p. (ISBN 9781405118910, lire en ligne),
- (en-US) Stephanie Y. Mitchem, Name It and Claim It? : Prosperity Preaching in the Black Church, Cleveland, Ohio, Pilgrim Press, 2007, 164 p. (ISBN 9780829817096, lire en ligne)
- (en-US) Raphael G. Warnock, The Divided Mind of the Black Church : Theology, Piety, and Public Witness, New York, NYU Press, 2013, 288 p. (ISBN 9780814794463, lire en ligne),
- (en-US) Juan M. Floyd-Thomas, Liberating Black Church History: : Making It Plain, Nashville, Tennessee, Abingdon Press, 2014, 178 p. (ISBN 9780687332755, lire en ligne),

#### Articles
- (en-US) James H. Cone, « Black Consciousness and the Black Church: A Historical-Theological Interpretation », The Annals of the American Academy of Political and Social Science, vol. 187,‎ janvier 1970, p. 49-55 (7 pages) (lire en ligne ),
- (en-US) Richard I. McKinney, « The Black Church: Its Development and Present Impact », The Harvard Theological Review, vol. 64, no 4,‎ octobre 1971, p. 452-481 (30 pages) (lire en ligne ),
- (en-US) William H. Becker, « The Black Church: Manhood and Mission », Journal of the American Academy of Religion, vol. 40, no 3,‎ septembre 1972, p. 316-333 (18 pages) (lire en ligne ),
- (en-US) C. Eric Lincoln, « The Power in the Black Church », CrossCurrents, vol. 24, no 1,‎ printemps 1974, p. 3-21 (19 pages) (lire en ligne ),
- (en-US) James H. Cone, « Black Theology and the Black Church : Where Do We Go From Here? », CrossCurrents, vol. 27, no 2,‎ été 1977, p. 147-156 (10 pages) (lire en ligne ),
- (en-US) Thomas F. Armstrong, « The Building of a Black Church: Community in Post Civil War Liberty County, Georgia », The Georgia Historical Quarterly, vol. 66, no 3,‎ 1982, p. 346-367 (22 pages) (lire en ligne ),
- (en-US) Winthrop S. Hudson, « The American Context as an Area for Research in Black Church Studies », Church History, vol. 52, no 2,‎ juin 1983, p. 157-171 (15 pages) (lire en ligne ),
- (en-US) Eileen Southern, « Hymnals of the Black Church », The Black Perspective in Music, vol. 17, nos 1 / 2,‎ 1989, p. 153-170 (18 pages) (lire en ligne ),
- (en-US) Robert W. Gaines II, « Looking Back, Moving Forward: How the Civil Rights Era Church Can Guide the Modern Black Church in Improving Black Student Achievement », The Journal of Negro Education, vol. 79, no 3,‎ été 2010, p. 366-379 (14 pages) (lire en ligne ),
- (en-US) Sandra L. Barnes, « Black Church Sponsorship of Economic Programs: A Test of Survival and Liberation Strategies », Review of Religious Research, vol. 53, no 1,‎ septembre 2011, p. 23-40 (18 pages) (lire en ligne ),
- (en-US) Sandra L. Barnes et Oluchi Nwosu, « Black Church Electoral and Protest Politics from 2002 to 2012: a Social Media Analysis of the Resistance Versus Accommodation Dialectic », Journal of African American Studies, vol. 18, no 2,‎ juin 2014, p. 209-235 (27 pages) (lire en ligne ),
- (en-US) Sandra L. Barnes, « The Black Church Revisited: Toward a New Millennium DuBoisian Mode of Inquiry », Sociology of Religion, vol. 75, no 4,‎ hiver 2014, p. 607-621 (15 pages) (lire en ligne ),
- (en-US) Sandra L. Barnes, « To Educate, Equip, and Empower: Black Church Sponsorship of Tutoring or Literary Programs », Review of Religious Research, vol. 57, no 1,‎ mars 2015, p. 111-129 (19 pages) (lire en ligne ),
- (en-US) Katherine Quinn, Julia Dickson-Gomez, Staci Young, « The Influence of Pastors' Ideologies of Homosexuality on HIV Prevention in the Black Church », Journal of Religion and Health, vol. 55, no 5,‎ octobre 2016, p. 1700-1716 (17 pages) (lire en ligne ),
- (en-US) Roger Baumann, « Political Engagement Meets the Prosperity Gospel: African American Christian Zionism and Black Church Politics », Sociology of Religion, vol. 77, no 4,‎ hiver 2016, p. 359-385 (27 pages) (lire en ligne ),
- (en-US) Sarita K. Davis, « Understanding Barriers and Solutions to the Black Church Providing HIV Services in a Southern Urban City », Fire!!!, vol. 3, no 1,‎ printemps 2017, p. 116-130 (15 pages) (lire en ligne ),
- (en-US) Kyle Brooks, « The Sound of Celebration: Digital Interventions in the Black Church Whooping Tradition », Fire!!!, vol. 6, no 1,‎ printemps 2020, p. 17-44 (28 pages) (lire en ligne ),
- (en-US) Erika D. Gault, « “My People Are Free!”: Theorizing the Digital Black Church », Fire!!!, vol. 6, no 1,‎ printemps 2020, p. 1-16 (16 pages) (lire en ligne ),